# 14-es busz (Sopron)
A soproni 14-es jelzésű autóbusz Autóbusz-állomás és Balf, Szerb Antal utca végállomások között közlekedik.

## A balfi járatok

### Korábban
2011. július 31-ig Balfot a 14-es, a 14M, a 14MP és a 14P jelzésű buszok szolgálták ki, amelyek helyi járatként közlekedtek. A 14-es és a 14P járatok a Sopron Plazától indultak, az előbbi Balf, központig, utóbbi pedig a balfi palackozóüzemig közlekedett. A 14M és 14MP jelzésű járatok a Jereván lakótelepről indultak, és itt is a P jelzésű busz közlekedett a palackozóüzemig.
 2011. július 20-án új megállóhely létesült a vonalon Töpler Kálmán utca elnevezéssel.
 2015. december 12-ig a 14-es buszok az autóbusz-állomás felé a Várkerületen át közlekedtek, azonban az új várkerületi ütemes menetrend kialakítása miatt a járatok útvonalát az Ógabona tér felé módosították. 

### Jelenleg
2011. augusztus 1-jétől Balfot a 7209 Sopron – Balf – Kópháza viszonylatú helyközi autóbuszjáratok szolgálják ki, amelyek Sopron közigazgatási területén 14 és 14B jelzéssel közlekednek. A 14B jelzésű busz a balfi palackozóüzemet is érinti. A változtatással a 14M, 14MP és 14P vonalak megszűntek.
 Valamennyi 14-es és 14B járat új útvonalon, a Fürdő soron át a gyógyfürdő és a balfi szanatórium érintésével közlekedik, ezért a korábbi balfi elágazás helyett a Szerb Antal utcánál (Kisbalf településrészt jobban feltárva) állnak meg. A járatok a soproni autóbusz-állomásról indulnak (a 13-as kocsiállásról), illetve oda érkeznek, ezért a Jereván lakótelepet és a Sopron Plazát a továbbiakban nem érintik.
 Munkanapokon egyes járatok csak a Balfi erdősarok illetve Balf, központ megállóhelyig közlekednek, vagy onnan indulnak.
2024. december 15-től közlekedik Balfra a 15-ös és 15A busz is.

## Útvonal
| Autóbusz-állomás → Balf, Szerb Antal utca |
| --- |
| Autóbusz-állomás végállomás – Dózsa utca – Ferenczy János utca – Lackner Kristóf utca – Ógabona tér – Petőfi tér – Széchenyi tér – Móricz Zsigmond utca – Magyar utca – Kőfaragó tér – Fapiac utca – Híd utca – Balfi út – Fürdő sor – Bozi utca – Óhegy utca – Alsódomb sor − Akácfa sor − Balf, Szerb Antal utca végállomás |

| Balf, Szerb Antal utca → Autóbusz-állomás |
| --- |
| Balf, Szerb Antal utca végállomás − Akácfa sor − Alsódomb sor – Óhegy utca – Bozi utca – Fürdő sor – Balfi út – Híd utca – Fapiac utca – Kőfaragó tér – Magyar utca – Ötvös utca – Várkerület – Széchenyi tér – Petőfi tér – Ógabona tér – Lackner Kristóf utca – Autóbusz-állomás végállomás |

## Megállóhelyek
| Távolság (km) | Idő (perc) | Megállóhely neve / korábbi neve(i)         | Idő (perc) | Távolság (km) | Átszállási lehetőségek | Fontosabb nevezetességek, helyek, áruházak és intézmények a közelben |
| ------------- | ---------- | ------------------------------------------ | ---------- | ------------- | --- | --- |
| 0             | 0          | Autóbusz-állomás                           | 21         | 10,3          | 1, 2, 3, 3Y, 4, 5, 5A, 5B, 5T, 5Y, 7, 7A, 7B, 7T, 8, 10, 10B, 10Y, 11Y, 12, 13, 13B, 14B, 15, 15A, 17, 21, 27, 27A, 27B, 27T, 32, 33 Helyközi és távolsági autóbuszjáratok | Soproni autóbusz-állomás Soproni Rendőrkapitányság Káposztás utcai Stadion INTERSPAR áruház Vásárcsarnok                                                                                        |
| 0,5           | 1          | Ógabona tér, Újteleki utca Ógabona tér 14. | 19         | 9,8           | 1, 2, 3Y, 4, 5, 5A, 5B, 5T, 7, 7A, 7B, 7T, 10, 10B, 10Y, 11Y, 12, 13, 14B, 15, 15A, 32, 33                                                                                 | Tűztorony Városháza Szentháromság-szobor Szent György-templom |
| –             | –          | Várkerület, Ötvös utca                     | 18         | 9,1           | 1, 2, 3Y, 4, 5, 5A, 5B, 5T, 7, 7A, 7B, 7T, 10, 10B, 10Y, 11, 11A, 11B, 11Y, 12, 13B, 14B, 15, 15A, 27, 27A, 27B, 27T, 27Y, 32, 33                                          | Liszt Ferenc Konferencia- és Kulturális Központ Soproni Petőfi Színház Posta Soproni Szent Júdás Tádé-templom SOE Lámfalussy Sándor Közgazdaságtudományi Kar Európa leghosszabb tere – Deák tér |
| 1,3           | 2          | Móricz Zsigmond utca                       | –          | –             | 13, 14B, 15, 15A, 33 | |
| 1,8           | 6          | Fapiac Fapiac 11.                          | 15         | 8,4           | 5B, 5Y, 7, 7A, 7B, 7T, 11A, 11Y, 13, 13B, 14B, 15, 15A, 27, 27A, 27B, 27T, 27Y, 33                                                                                         | Szent István park Soproni Szent István Plébánia |
| 2,2           | 7          | Híd utca, Balfi út Híd utca 17.            | 14         | 7,9           | 5B, 5Y, 7, 7A, 7B, 7T, 13, 13B, 14B, 15, 15A, 27, 27A, 27B, 27T, 27Y, 33                                                                                                   | Soproni Szent Kereszt kápolna |
| 2,6           | 9          | Balfi út, evangélikus temető               | 12         | 7,4           | 5B, 14B, 15A | Evangélikus temető |
| 3,0           | 10         | Anger-rét, sporttelep                      | 11         | 7,1           | 5B, 14B, 15A | Anger réti sporttelep |
| 3,5           | 11         | Balfi út, autószalon Balfi út, téglagyár   | 10         | 6,4           | 5B, 14B, 15, 15A | |
| 4,1           | 12         | Töpler Kálmán utca                         | 9          | 6,0           | 5B, 14B, 15, 15A | |
| 5,1           | 14         | Pihenőkereszt                              | 7          | 5,0           | 14B, 15, 15A | |
| 6,0           | 15         | Balfi erdősarok                            | 6          | 4,2           | 14B, 15, 15A | |
| 8,6           | 18         | Balf, szanatórium                          | 3          | 1,5           | 14B, 15, 15A | Gyógyfürdőkórház Balf Balf fürdő |
| 9,0           | 19         | Balf, központ Balf, autóbusz-váróterem     | 2          | 1,1           | 14B, 15, 15A | Gyógyfürdőkórház Balf Balf fürdő |
| 10,1          | 21         | Balf, Szerb Antal utca                     | 0          | 0             | 14B | |